# 高知県立高知追手前高等学校

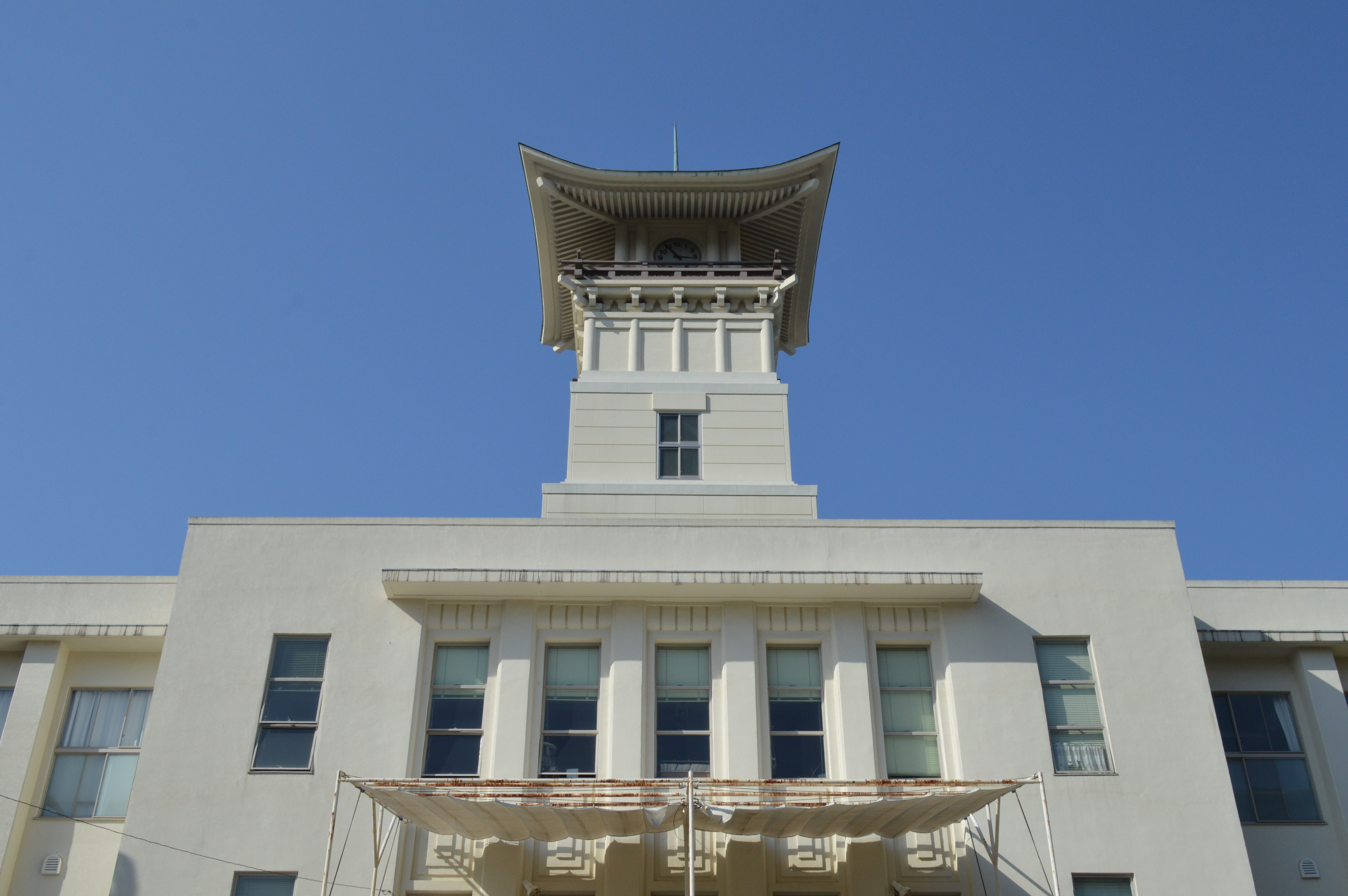
登録有形文化財の本館

高知県立高知追手前高等学校（こうちけんりつ こうちおうてまえこうとうがっこう、英: Kochi Prefectural Kochi Otemae High School）は、高知県高知市追手筋二丁目に所在する公立高等学校。略称は「追手（おうて）」。

## 概要
歴史
1878年（明治11年）に開校した「高知中学校」を前身とする。
1950年（昭和25年）3月22日、昭和天皇の戦後巡幸に際し、校庭に高知市奉迎場が設けられた。
2018年（平成30年）には創立140周年記念式典が開かれた。高知県内では高知県立高知小津高等学校に次いで歴史が長い。
校訓
「質実剛健」「文武両道」
校章
男女共学を開始した1949年（昭和24年）12月に制定。旧制中学校時代の六稜星の校章にちなみ、シンボルツリーの銀杏の葉を6枚並べ、中央に「高」の字を置いている。制作は当時の在学生（高校3年）の金沢弥三平による。
校歌
作詞は中島佐輔、作曲は平井康三郎による。歌詞は4番まであり、各番とも校名の「追手前」で終わる。
イメージキャラクター
「追手前OO（おお）くん」（校名にちなむ）・「ギンコちゃん」（スクールツリーの銀杏にちなむ）
旧制中学校卒業生の漫画家やなせたかしによってデザインされた。
進路
進学を希望する生徒が大半であり、補習授業や小テストが年間を通じて実施されている。
校内では、「大学受験のための学習は集団で努力するものだ」という考え方から、全校および学年を「チーム追手前」と呼称することがある。学校紹介ビデオにおいても、この言葉について触れられている。
大学進学講座
主に土曜日の午前に、全生徒対象の補習授業が実施されている。
1限60分（3年生は80分）で3限設定されており、15分間の休憩時間が設けられている。
施設
南海地震が予想されているため、2011年（平成23年）から大規模な工事が行われている。同年10月には南体育館の取り壊し工事が、2012年（平成24年）2月には新館の耐震工事が完了した。今後は、本館および本館増築部の耐震工事、南体育館の改築工事などが行われる。
校舎および文化施設
- 本館は1931年（昭和6年）建築の鉄筋コンクリート造りで、外観は左右対称で、中央には帝冠様式と呼ばれる城郭風の屋根がついた時計台があるのが特徴。建物内部も壁面の装飾や窓枠などが当時残されたている。、高校の卒業生武田五一が設計を指導。高知県を代表する近代学校建築で、2023年（令和5年）2月27日に国の登録有形文化財に登録。
- 本館と新館に分かれており、ほぼ全ての教室に冷暖房が完備されている。新館は選択科目の教室が複数あり、放課後や休日に学習する場としても利用されている。
- 本館横の多目的ホール（芸術ホール）は、校内行事のみでなく演劇祭や総合文化祭、唱歌コンクールなど高知県の文化行事の会場としても使用されることがある。生徒・教職員間での通称は「芸ホ（げいほ）」。
- 本館北のレオスクエアは、一階に食堂、売店、校史資料室等があり、二階に体育館、三階に卓球場がある。「レオ」とは、卒業生である第27代内閣総理大臣・濱口雄幸が「ライオン宰相」と呼ばれたことによる。
- 校舎屋上には時計台があり、スクールシンボルとなっている。

体育施設
- 25mプール、グラウンド、テニスコート（2面）、北体育館（武道場（柔道・剣道））、南体育館

同窓会
「高知追手前高等学校校友会」と称している。東京に支部を置いている。旧制中学校時代の卒業生も含み、同窓生は「校友」と呼ばれている。

### 分校
吾北分校（ごほく）
- 所在地 - 高知県吾川郡いの町上八川甲2075番地1（北緯33度38分48.746秒 東経133度20分33.245秒）
- 設置課程・学科 - 全日制課程 普通科（定員40名） - 2年次より普通型と生活環境型に分かれる。
- 吾北分校は身元引受人がいれば、県外からも志願できる。

## 設置課程・学科
全日制課程
- 普通科
  - 人文コース
  - 科学コース

前期選抜で定員のほぼ100%を募集する。2年への進級時に下記のコースを選択する。
- 人文・語学コース: 文系の教科・科目を中心とした学習を行う[8]。
- 自然科学コース: 理数系の教科・科目を中心とした学習を行う[9]。

## 沿革
前史
- 1874年（明治7年）1月30日 - 西弘小路の高知県庁内に陶冶学舎を設置し、その中に中学校に準ずる「変則中学」を設置。
- 1876年（明治9年）10月11日 - 高知県師範学校附属変則中学と改称。
  - 修業年限を2か年半とし、これを5級に分け、6か月毎に進級するものとする。
- 1877年（明治10年）8月 - 帯屋町（現: 高知県庁所在地）に新築移転。

旧制中学校・新制高等学校（男子校）時代
- 1878年（明治11年）11月19日 - 変則中学が廃止され、高知中学校として独立。この日を創立記念日に制定。
  - 尋常科と高等科を設置し、各科の修業年限を4か年とし、6か月毎に進級するものとする。
- 1881年（明治14年）6月23日 - 第1回卒業式を挙行。この時の卒業者数は4名。
- 1884年（明治17年）
  - 5月9日 - 帯屋町から西弘小路に移転。
  - 7月1日 - 安芸・赤岡・佐川・中村の4中学校を分校とする。
- 1885年（明治18年）6月22日 - 上記の4分校を廃止し、本校に統合。
- 1886年（明治19年）
  - 7月 - 高知県高知師範学校と共用の新校舎が追手筋35番地（現在地）に完成し移転。中央より西側を高知県高知師範学校、東側を高知中学校が使用する。
  - 9月 - 高知尋常中学校、高知県尋常中学校と改称。尋常科・高等科を廃止し、修業年限を5か年とし、1年毎の進級とする。
  - 11月13日 - 校章（六稜星）と制帽着用を制定。
- 1887年（明治20年）9月6日 - 女子部を設置。
- 1890年（明治23年）7月21日 - 女子部の第1回卒業式を挙行。この時の卒業者数は10名。
- 1893年（明治26年）4月1日 - 女子部が分離し、高知県高等女学校として独立。
- 1899年（明治32年）
  - 2月24日 - 高知県師範学校が小高坂村に移転。移転後の校舎はすべて高知県尋常中学校に移管される。
  - 4月1日 - 高知県中学校と改称。
  - 9月1日 - 中学校（高知県第二中学校）の新設に伴い、高知県第一中学校と改称。
- 1900年（明治33年）4月 - 安芸分校を設置。
- 1901年（明治34年）6月1日 - 高知県立第一中学校と改称。
- 1903年（明治36年）4月1日 - 安芸分校が分離し、高知県立第三中学校として独立。
- 1912年（明治45年）4月1日 - 高知県立第二中学校を統合。
- 1922年（大正11年）4月1日 - 中学校（高知県立城北中学校）の新設により、高知県立高知城東中学校と改称。
- 1931年（昭和6年）10月16日 - 新校舎（現校舎）が完成。
- 1940年（昭和15年）4月1日 - 高知県立夜間中学校を併設。入学資格を尋常小学校（翌年から国民学校初等科）修了程度、修業年限を5か年とする。
- 1945年（昭和20年）4月1日 - 高知県立夜間中学校が高知県立建依[10]中学校に改称。入学資格を国民学校高等科修了程度、修業年限を4か年に変更。
- 1947年（昭和22年）4月1日 - 学制改革（六・三制の実施）。
  - 旧制中学校の募集を停止。
  - 旧制中学校3・4年修了者はそのまま旧制中学校4・5年となる。
  - 新制中学校を併設（以下・併設中学校）し、旧制中学校1・2年修了者を新制中学2・3年生として併設中学校に収容。
  - 併設中学校は新制ではあったが、あくまで暫定的なものであったため新たな生徒募集は行われず、在校生が旧制中学から収容された2・3年生だけであった。
- 1948年（昭和23年）4月1日 - 学制改革（六・三・三制）に実施により旧制中学校が廃止され、新制高等学校高知県立高知新制高等学校（男子校）が発足。
  - 旧制中学校の卒業生（希望者）を新制高校3年、旧制中学校4年修了者を新制高校2年として編入。併設中学校卒業生を新制高校1年として収容。
  - 併設中学校は新制高校に継承され、在校生が3年生だけとなる。
  - 旧制高知県立建依中学校を統合し、定時制課程とする。
- 1949年（昭和24年）3月31日 - 最後の卒業生を送り出し、併設中学校を廃止。

新制高等学校（男女共学）
- 1949年（昭和24年）
  - 8月31日 - 高校三原則に基づく高知県内公立高校再編により、高知県立追手前高等学校と改称し、男女共学となる。
  - 12月 - 新校章（現校章）を制定。
- 1950年（昭和25年）
  - 1月1日 - 高知県立高知追手前高等学校（現校名）と改称。
  - 3月22日 - 昭和天皇が学校に行幸（昭和天皇の戦後巡幸）[11]。
- 1951年（昭和26年）5月11日 - 定時制上八川分校を設置。
- 1953年（昭和28年）2月25日 - 校歌を制定。
- 1958年（昭和33年）
  - 3月31日 - 家庭科館が完成。
  - 9月5日 - 町村合併に伴い、上八川分校を吾北分校と改称。
- 1959年（昭和34年）8月31日 - 体育厚生館（現・南体育館）が完成。
- 1972年（昭和47年）
  - 4月1日 - 定時制課程が統合・分離の上、高知県立高知北高等学校として独立。ただし新校舎完成までの間、校舎の共用を継続。
  - 10月31日 - プールと家庭科館を解体。
- 1973年（昭和48年）3月31日 - 2号館（新館）が完成。
- 1974年（昭和49年）3月20日 - 新プールが完成。
- 1975年（昭和50年）4月1日 - 高知県立高知北高等学校の新校舎が完成したため、校舎の共用を解消。
- 1977年（昭和52年）12月16日 - 新体育館（北体育館）が完成。
- 1978年（昭和53年）11月19日 - 創立100周年記念式典を挙行。
- 1984年（昭和59年）10月1日 - 講堂を解体。
- 1986年（昭和61年）2月28日 - 多目的ホールが完成。
- 1989年（平成元年）12月22日 - 失業対策事業休憩室が完成。
- 1993年（平成5年）3月3日 - 運動場を改修。
- 1994年（平成6年）4月1日 - 人文・語学コースと自然科学コースを設置し、コース制を開始。
- 1996年（平成8年）4月1日 - この時の入学生から全クラスコース制となる。
- 2000年（平成12年）4月1日 - 総合科学コースを設置。
- 2001年（平成13年）4月1日 - 2学期制を導入。

## 学校行事
本校
2001年（平成13年）4月1日より2学期制を採用している。
前期（4月〜9月）
- 4月 - 入学式、始業式、オリエンテーション（1年）、生徒総会
- 5月 - PTA総会
- 6月 - 前期中間試験、ホームマッチ、実力テスト、岡山大学研修（2年）
- 7月 - 特別課外補習
- 8月 - オープンキャンパスツアー（2年）、課題テスト
- 9月 - 文化祭・文化講演、体育祭、前期末試験、遠足

後期（10月〜3月）
- 10月 - 始業式、中学生対象学校説明会、実力テスト
- 11月 - 県内大学訪問（1年）、小論文コンテスト（1年）、創立記念日（11月19日）
- 12月 - 後期中間試験、校内英語ディベート大会
- 1月 - 課題テスト、1年生研修旅行
- 2月 - 実力テスト、人権の主張学年発表会、生徒総会
- 3月 - 卒業式、学年末試験、春季特別授業、修了式

吾北分校
3学期制

## 部活動
本校
運動部
- バドミントン部
- 登山部
- 野球部

旧制城東中学校時代の第28回全国中等学校優勝野球大会（1946年（昭和21年）夏の甲子園）では、前田祐吉投手を擁し高知県初の甲子園出場を果たした。
- ソフトボール部（男）
- 弓道部

校内に弓道場はなく、高知県立武道館分館「弘徳館」にて主に活動している。
- 卓球部
- バスケットボール部
- バレーボール部
- サッカー部
- 剣道部
- 柔道部
- テニス部（硬式・軟式）
- ハンドボール部
- 水泳部
- 陸上部
- ラグビー部

文化部
- 華道部
- 書道部
- 茶道部
- 文芸部
- 写真部
- 音楽部
- 美術部
- 科学部
- 演劇部
- 英語部
- 舞踊部
- 軽音楽部
- 人権問題研究部
- 吹奏楽部
- 放送部
- 囲碁将棋部
- 新聞部
- 漫画部
- パソコン部

吾北分校
体育部
- ソフトボール部（男）
- バドミントン部
- バスケットボール部（女）
- 卓球部

文化部
- 清流太鼓部
- 英語部
- 科学部

## 著名な出身者
- 濱口雄幸 - 第27代内閣総理大臣
- 有光次郎 - 文部次官
- 岩村通世 - 司法次官、司法大臣 / 塩野季彦閥
- 小野義一 - 大蔵次官 / 東京府立四中へ入転校
- 山田龍雄 - 大蔵省主税局長、逓信次官
- 宇田耕一 - 経済企画庁長官、科学技術庁長官、原子力委員長。土佐電気鉄道社長
- 塩見俊二 - 自治大臣・国家公安委員長
- 鎌倉節 - 宮内庁長官、警視総監
- 橋田俊彦 - 気象庁長官
- 大西正男 - 郵政大臣
- 石田祝稔 - 衆議院議員
- 吉良佳子 (政治家) - 参議院議員
- 山原健二郎 - 元衆議院議員
- 中内力 - 元高知県知事
- 乾一郎 - 教育者、牧師（板垣退助の孫）
- 島崎猪十馬 - 自由民権家、歴史家
- 野村茂久馬 - 実業家、財団法人板垣会会長
- 松村厚久 - 実業家、DDホールディングス創業者・社長
- 前野直定 - 銀行家
- 有沢広巳 - 経済学者
- 伊藤俊夫 - 経済学者
- 寺田寅彦 - 物理学者
- 西内雅 - 思想家
- 蒲原稔治 - 生物学者、高知大学教授、名古屋保健衛生大学教授
- 森田正馬 - 医学者、精神科医 / 森田療法
- 田岡典夫 - 直木賞作家 / 土佐高校から転校、のち日比谷高校へ転校
- 川田正澂 - 教育者 / 府立高（のちの都立大学）創立者
- 山本忠興 - 工学者、テレビジョン研究者 / 日本の十大発明家参照
- 今道友信 - 美学者、東京大学名誉教授
- 北村正利 - 東京大学名誉教授
- 深瀬忠一 - 北海道大学名誉教授
- 川田稔 - 名古屋大学教授
- 秌場準一 - 一橋大学名誉教授
- 成田十次郎 - 高知女子大学学長
- 片山敏彦 - 詩人
- 山岡俊介 - ジャーナリスト
- 中平亮 - ジャーナリスト・ソ連研究家
- 高田昌幸 - 北海道新聞編集委員
- やなせたかし - 漫画家
- 横山隆一 - 漫画家
- くさか里樹 - 漫画家
- みずきひとし - 漫画家
- 原知佐子 - 女優 / 「赤いシリーズ」などに助演
- 青木麻由子 - 女優・声優
- 前田祐吉 - 元慶大野球部監督、総監督
- 岡村孝雄 - 元プロ野球選手（阪急→広島）
- 小松塁 - 元サッカー選手（セレッソ大阪など）
- 八幡野平八郎 - 元力士、9代谷川親方
- 松村信定 - 競輪選手
- 政岡壹實 - 居合道範士九段
- 葛目直幸 - 陸軍中将 / ビアク島の戦いで戦死
- 川口清健 - 陸軍中将
- 藤田淳平 - 作曲家、音楽プロデューサー
- 市村光恵 - 憲法学者、京都市長
- 岩原大起 - 読売テレビアナウンサー
- 坂本昭 - 参議院議員、高知市長

## モデルとなった作品
スタジオジブリのアニメーション『海がきこえる』のモデルになった。ただし、モデルとなったのは本館など建物の外見のみで、制服や敷地内の地形などは実際と異なっている。